# Dielocroce hebraea
Dielocroce hebraea är en insektsart som beskrevs av Hölzel 1975. Dielocroce hebraea ingår i släktet Dielocroce och familjen Nemopteridae. Inga underarter finns listade i Catalogue of Life.